# АСК ТП устатковання попередньої обробки газу
АСК ТП устатковання попередньої обробки газу (АСК ТП УПОГ) (рос. АСУТП установки предварительной обработки газа (АСУТП УПОГ); англ. preliminary gas treatment unit PMACS; нім. ASSTG der Erdgasvorverarbeitungsanlage (ASSTG EgVA)) — у газовій промисловості — автоматизована система керування, під керуванням та контролем якої забезпечується попередня обробка та підготовка газу.